# Сашо Настев
Алксандър (Сашо) Николов Настев е български писател, журналист и режисьор.

## Биография
Роден е на 28 декември 1900 година в Станимака, България. Баща му е Никола Настев (1866 - 1929) от Леринско, просветен деец и училищен директор. Чичовците му Лечо Настев (1879 – 1903) и Стефан Настев (1875 – ?) са дейци на ВМОРО. Майка му Ефросина е дъщеря на поп Анастас Кръстев (около 1847 - 1910) и сестра на Владимир Попанастасов (1883 - 1913). Първи братовчед е на Христо Смирненски.
Семейството му се мести в Пазарджик. В 1919 година Настев завършва средно образование и учи право в Софийския университет и в Държавната музикална академия. Още като ученик редактира списание „Южни зари“ и вестниците „Тракийска заря“, „Пазарджишки новини“ и „Новини“, където печата първите си стихове, разкази, фейлетони и критически статии.
В 1921 година става сътрудник на Свободния оперетен театър в София. Става член на Българската комунистическа партия - участва в секцията „Артисти и музиканти“. В 1923 година еуволнен заради участие в стачка и заедно с Матьо Македонски основават кооперативен Оперетен театър в София. По-късно започва работа в пътуващия Софийски оперетен театър. В 1928 година с Филип Славов създават хореографски театър „Народно изкуство“ в София, който популяризира народните песни и танци. От 1929 година Настев е секретар и драматург на Народната кооперативна опера, която пътува из страната. В 1931 година става директор и режисьор на основания от него Народен комичен театър в Пловдив. В 1935 година става редактор по културните въпроси във вестник „Заря“.  Пише в изданията „Стожер“, „Мисъл“, „Бран“, „Мисъл и воля“, „Литературен критик“, „Нива“, „Млад кооператор“, „Български народен театър“, „Български музиканти“, „Провинциален актьор“, „Пламък“ и други, използвайки псевдонимите Ал. Степов, Саша Степ, Хелий.
В годините на войната срещу Германия Настев е редактор на Военната осведомителна служба при Министерството на войната и активен сътрудник на централния софийски печат и на държавното радио.
След войната, Настев работи във вестниците „Отечествен фронт“, „Земеделско знаме“, „Земляк“, „Свят“, „Новини“. Член е на Съюза на българските писатели и на Съюза на българските журналисти.
Умира на 21 декември 1971 година в София.

## Родословие
|                             |                             |                             |                             |                             |                             |  |  |                           |                           |                           |                           | Гьошо Настев              |                           |  |  |                          |                          |                          |                          |                          |                          |  |  |                           |                           |                           |                           |                           |                           |  |  |  |  |  |  |  |  |  |  |
|                             |                             |                             |                             |                             |                             |  |  |                           |                           |                           |                           |                           |                           |  |  |                          |                          |                          |                          |                          |                          |  |  |                           |                           |                           |                           |                           |                           |  |  |  |  |  |  |  |  |  |  |
|                             |                             |                             |                             |                             |                             |  |  |                           |                           |                           |                           |                           |                           |  |  |                          |                          |                          |                          |                          |                          |  |  |                           |                           |                           |                           |                           |                           |  |  |  |  |  |  |  |  |  |  |
| Никола Настев (1866 – 1929) | Никола Настев (1866 – 1929) | Никола Настев (1866 – 1929) | Никола Настев (1866 – 1929) | Никола Настев (1866 – 1929) | Никола Настев (1866 – 1929) |  |  | Ефросина Попанастасова    | Ефросина Попанастасова    | Ефросина Попанастасова    | Ефросина Попанастасова    | Ефросина Попанастасова    | Ефросина Попанастасова    |  |  | Стефан Настев (1875 – ?) | Стефан Настев (1875 – ?) | Стефан Настев (1875 – ?) | Стефан Настев (1875 – ?) | Стефан Настев (1875 – ?) | Стефан Настев (1875 – ?) |  |  | Лечо Настев (1879 – 1903) | Лечо Настев (1879 – 1903) | Лечо Настев (1879 – 1903) | Лечо Настев (1879 – 1903) | Лечо Настев (1879 – 1903) | Лечо Настев (1879 – 1903) |  |  |  |  |  |  |  |  |  |  |
| Никола Настев (1866 – 1929) | Никола Настев (1866 – 1929) | Никола Настев (1866 – 1929) | Никола Настев (1866 – 1929) | Никола Настев (1866 – 1929) | Никола Настев (1866 – 1929) |  |  | Ефросина Попанастасова    | Ефросина Попанастасова    | Ефросина Попанастасова    | Ефросина Попанастасова    | Ефросина Попанастасова    | Ефросина Попанастасова    |  |  | Стефан Настев (1875 – ?) | Стефан Настев (1875 – ?) | Стефан Настев (1875 – ?) | Стефан Настев (1875 – ?) | Стефан Настев (1875 – ?) | Стефан Настев (1875 – ?) |  |  | Лечо Настев (1879 – 1903) | Лечо Настев (1879 – 1903) | Лечо Настев (1879 – 1903) | Лечо Настев (1879 – 1903) | Лечо Настев (1879 – 1903) | Лечо Настев (1879 – 1903) |  |  |  |  |  |  |  |  |  |  |
|                             |                             |                             |                             |                             |                             |  |  |                           |                           |                           |                           |                           |                           |  |  |                          |                          |                          |                          |                          |                          |  |  |                           |                           |                           |                           |                           |                           |  |  |  |  |  |  |  |  |  |  |
|                             |                             |                             |                             |                             |                             |  |  |                           |                           |                           |                           |                           |                           |  |  |                          |                          |                          |                          |                          |                          |  |  |                           |                           |                           |                           |                           |                           |  |  |  |  |  |  |  |  |  |  |
| Борис Настев (1898 – 1978)  | Борис Настев (1898 – 1978)  | Борис Настев (1898 – 1978)  | Борис Настев (1898 – 1978)  | Борис Настев (1898 – 1978)  | Борис Настев (1898 – 1978)  |  |  | Сашо Настев (1900 – 1971) | Сашо Настев (1900 – 1971) | Сашо Настев (1900 – 1971) | Сашо Настев (1900 – 1971) | Сашо Настев (1900 – 1971) | Сашо Настев (1900 – 1971) |  |  |                          |                          |                          |                          |                          |                          |  |  |                           |                           |                           |                           |                           |                           |  |  |  |  |  |  |  |  |  |  |